# Ёкояма, Хироми
Хироми Ёкояма (яп. 横山 広実, род.1949) — японский учёный и популяризатор науки. Один из создателей метода получения стволовых клеток из тканей взрослого организма.
Доктор медицинских наук, профессор.

## Биография
Хироми Ёкояма родился в 1949 году.
В 1976 году Ёкояма окончил медицинскую школу университета Хиросаки, после чего поступил в Токийский университет. После окончания университета он остался работать там на должности ассистента. Несколько лет спустя Ёкояма получает научную степень, становится президентом медицинской корпорации Исинкай. В дальнейшем он получает должность президента медицинского исследовательского фонда натуральных продуктов при Министерстве труда, здравоохранения Японии.

## Научная деятельность
Хироми Ёкояма получил известность как специалист по работе с мезенхимальными клетками. Под его руководством команде японских ученых удалось вырастить компоненты сердца из клеток. Ёкояма возглавляет НПО клинической медицины антистарения и исследовательской группы по использованию в регенеративной медицине стволовых клеток, имеет более десятка патентов в биотехнологической отрасли.